# Syndrome de Char
Le syndrome de Char est l’association d’anomalies du cinquième doigt, d’une cardiopathie congénitale à type de persistance du canal artériel et d’un visage caractéristique.

## Étiologie
Mutation du gène TFAP2B situé au niveau du locus q24.1 du chromosome 6. Cette mutation est retrouvée dans 50 % des individus porteurs de cette affection

## Incidence
Inconnue mais très faible

## Description
Le syndrome de Char est  l’association de :
- Visage caractéristique comprenant : aplatissement du visage, nez court et narines antéversées
- Cardiopathie congénitale à type de Persistance du canal artériel
- Anomalie du petit doigt (cinquième doigt) : Hypoplasie ou aplasie de la deuxième phalange

## Diagnostic différentiel

### Avec les syndromes à faciès caractéristique
Le visage est tellement caractéristique que le diagnostic différentiel se pose presque uniquement avec le syndrome de Binder

### Avec une persistance du canal artériel
La persistance du canal artériel est une cardiopathie congénitale très fréquente.
Mais il existe syndrome canal artériel et anomalie du cinquième doigt sans anomalie du visage

### Avec les syndromes anomalie cardiaque et anomalie des mains
- Syndrome de Holt-Oram
- Syndrome de Tabatznik
- Syndrome Cœur-main type III
- Syndrome thrombocytopénie-absence de radius
- Syndrome de Rubinstein-Taybi
- Syndrome ulnar-mammary
- Syndrome de Simpson-Golabi-Behmel
- Syndrome de Robinow
- Syndrome d’Ellis-Van Creveld

## Mode de transmission
Transmission autosomique dominante

## Sources
- Site en français de renseignement sur les maladies rares et les médicaments orphelins
- Site en anglais incontournable pour les maladies génétiques